# 藤沢市立御所見中学校
藤沢市立御所見中学校（ふじさわしりつ ごしょみちゅうがっこう）は、神奈川県藤沢市にある中学校。御所見小学校と中里小学校の卒業生が入学する。通称は御中（ごちゅう）。

## 沿革
- 1947年4月 - 御所見村立御所見中学校として開校
- 1954年3月22日 - 校歌制定
- 1955年4月 - 御所見村が藤沢市に合併。それに伴い藤沢市立御所見中学校になる
- 1957年4月5日 - 10周年記念式典挙行
- 1966年
  - 4月4日 - 生徒バッヂ制定
  - 12月7日 - 体育館落成
- 1973年8月15日 - プール落成
- 1982年2月1日 - 県交通安全優良学校として表彰
- 1986年3月11日 - 校旗改定
- 1987年8月 - 第18回全国中学校卓球大会 女子団体優勝
- 1989年
  - 8月15日 - 全日本吹奏楽コンクール県大会中学校Aの部優秀賞
  - 9月23日 - 全日本吹奏楽コンクール関東大会中学校Aの部銀賞
- 1991年9月 - 関東中学校バレーボール大会　女子出場
- 1998年4月7日 - 特別支援学級開級式
- 2013年
  - 7月29日 - 男子バレーボール部県大会出場
  - 10月12日 - 体育館改修工事完成
  - 11月10日 - 家庭科部・県「貴方のためのお弁当コンテスト」入賞
- 2015年 - 神奈川県バレーボール大会 男子ベスト8

## 進学前小学校
- 藤沢市立御所見小学校
- 藤沢市立中里小学校

## 部活動
- 科学部
- 英語部
- 家庭科部
- 吹奏楽部
- 美術部
- 野球部
- ソフトテニス部
- バスケットボール部
- サッカー部
- バレーボール部
- 陸上競技部

## 所在地
- 〒252-0821 神奈川県藤沢市用田500番地

## 交通
湘南台駅よりバス15分。「御所見中学校前」下車。

## 著名な出身者
- 木原実（気象予報士）
- 庄司武男（柔道）
- 土屋武士（レーシングドライバー）
- 竹谷睦（サッカー）
- 山田恵里（ソフトボール）
- 音咲いつき（元宝塚歌劇団）
- 久保創（ティンパニ奏者）